# Ramses Gado
Ramses Gado (n. 9 mai 1982, Oradea, România) este un fotbalist român care evoluează la Unirea Valea lui Mihai. A jucat și în Liga I, debutând pe 10 august 2003 în meciul FC Oradea - Rapid București 1-1.